# میناکسی: داستان سه شهر
میناکسی: داستان سه شهر (به هندی: Meenaxi: A Tale of Three Cities) فیلمی محصول سال ۲۰۰۴ و به کارگردانی مقبول فدا حسین است. در این فیلم بازیگرانی همچون تابو، کونال کاپور، راغوبیر یاداو، ریمو دی سوزا و نادیرا بابار ایفای نقش کرده‌اند.